# Hermülheim

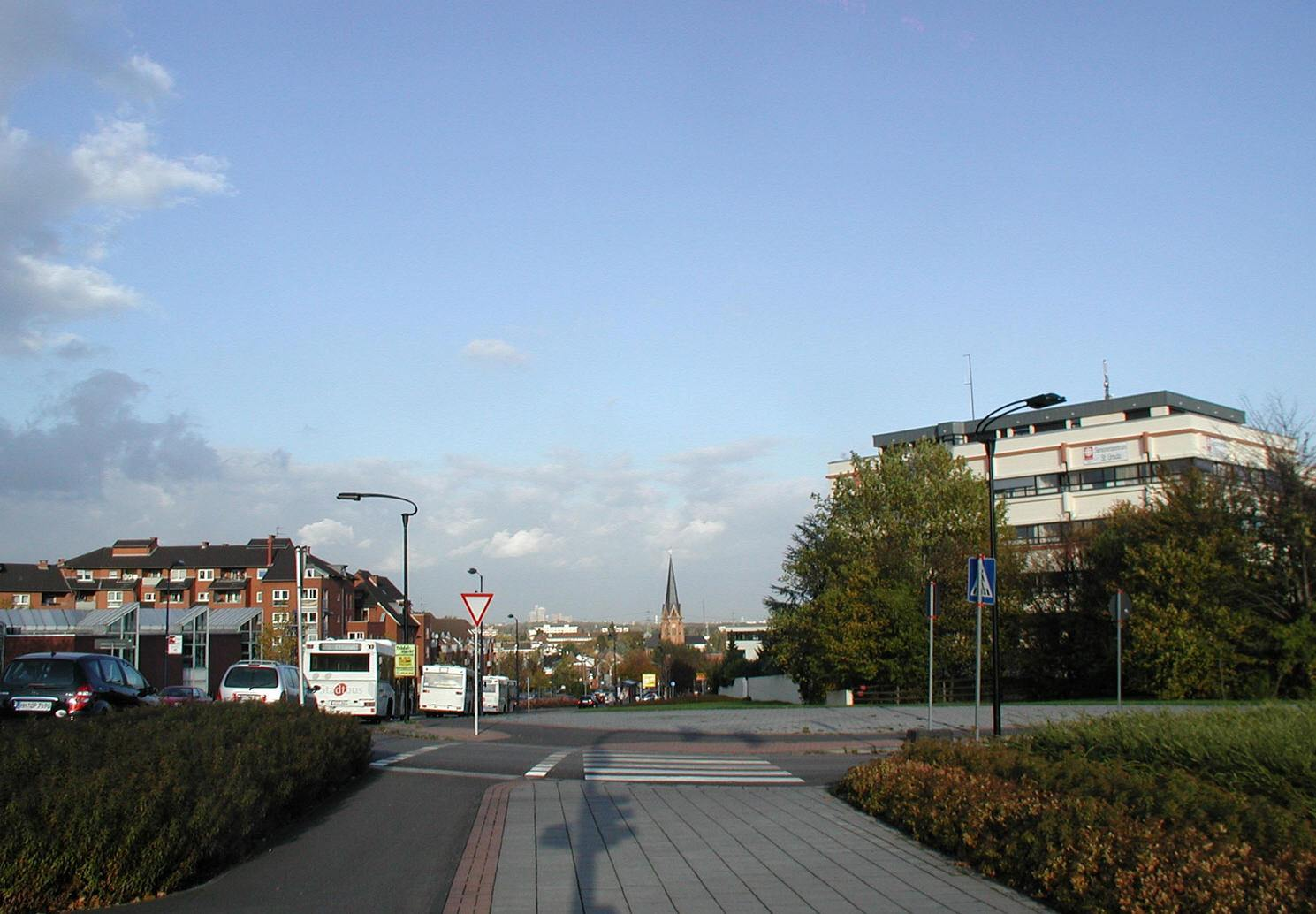
Vista de Hermülheim.

Hermülheim es un barrio de Hürth situado en el distrito de Rin-Erft en el estado federal de Renania del Norte-Westfalia, cerca de Colonia. Cuenta con una población de 14.423 habitantes (datos del 31 de octubre de 2008).

## Historia
Gracias a su favorable acceso al agua y suelo fértil, es de suponer que estuvo poblado mucho antes de que haya constancia de ello.
En el centro de la ciudad puede contemplarse unas fosas franco romanas que demuestran la presencia de estas civilizaciones. La localidad Hermülheim se cita por primera vez en un documento escrito en 943, la abadía de Prüm cede a las familias Ramengarius y Adalgarda bienes en Molinen (Mühlen).

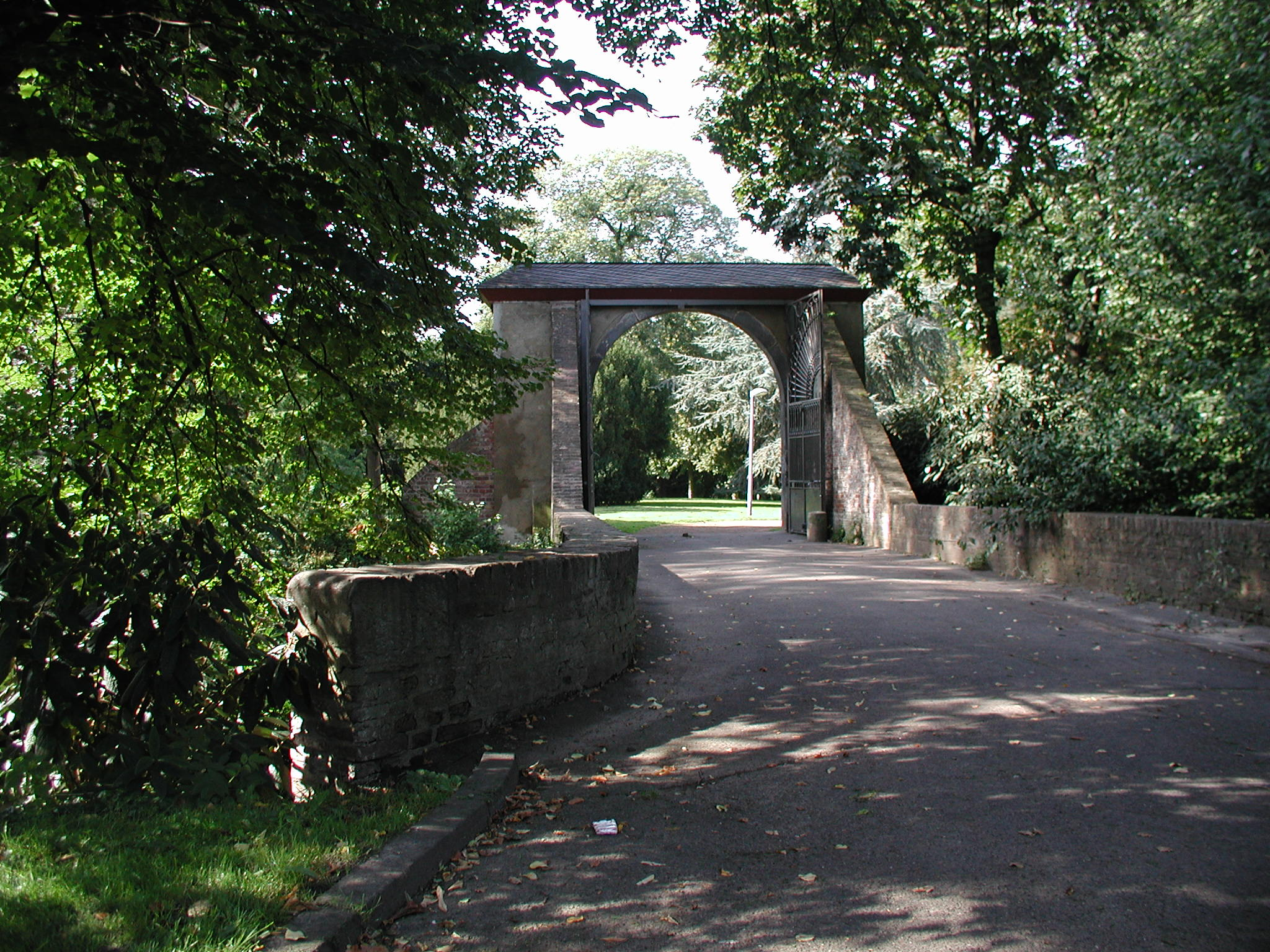
Parque del castillo en Hermülheim, se conserva un arco del antiguo castillo de la Orden Alemana de Caballeros
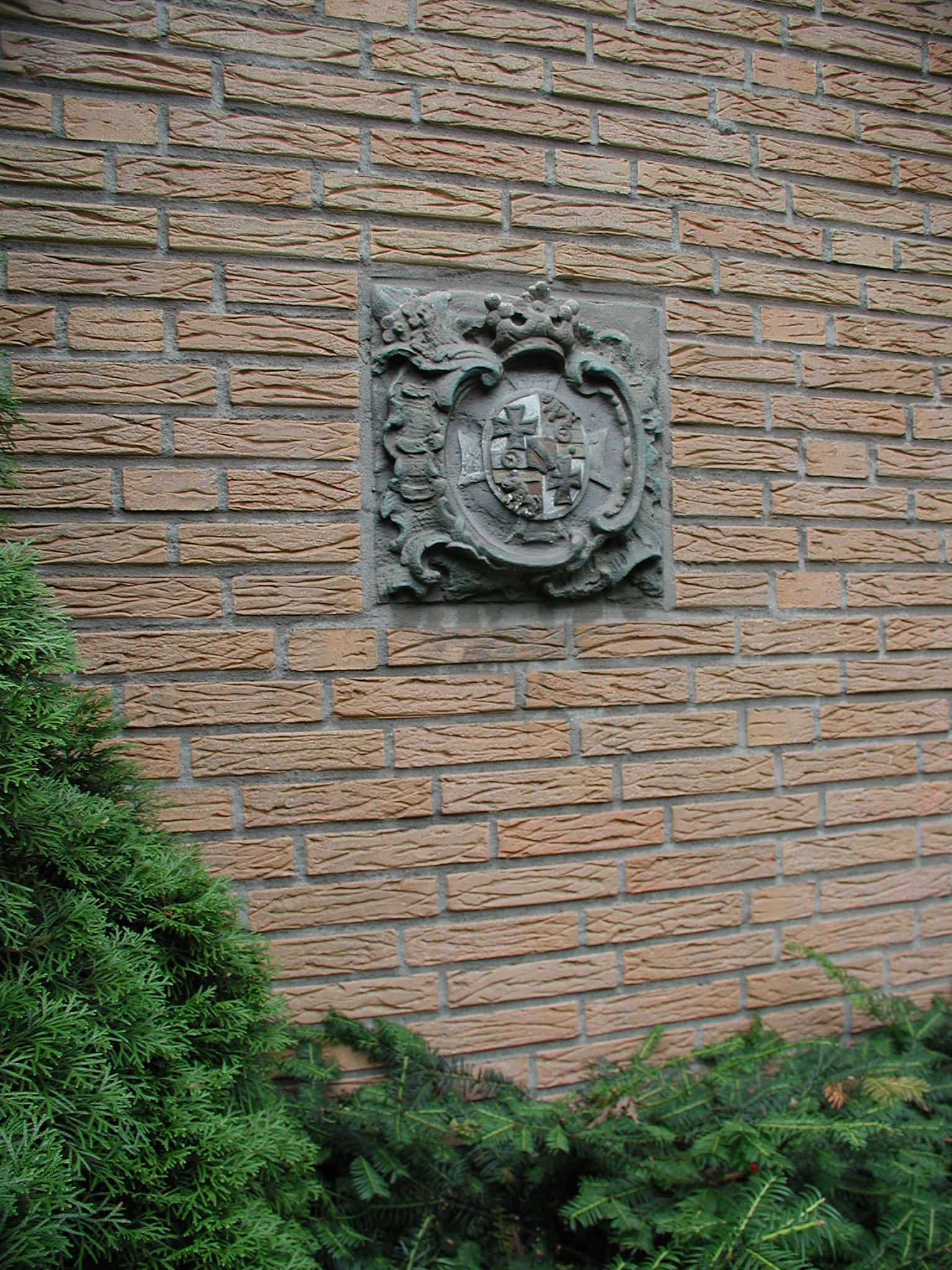
Escudo de armas de la orden (aprox. 1760)
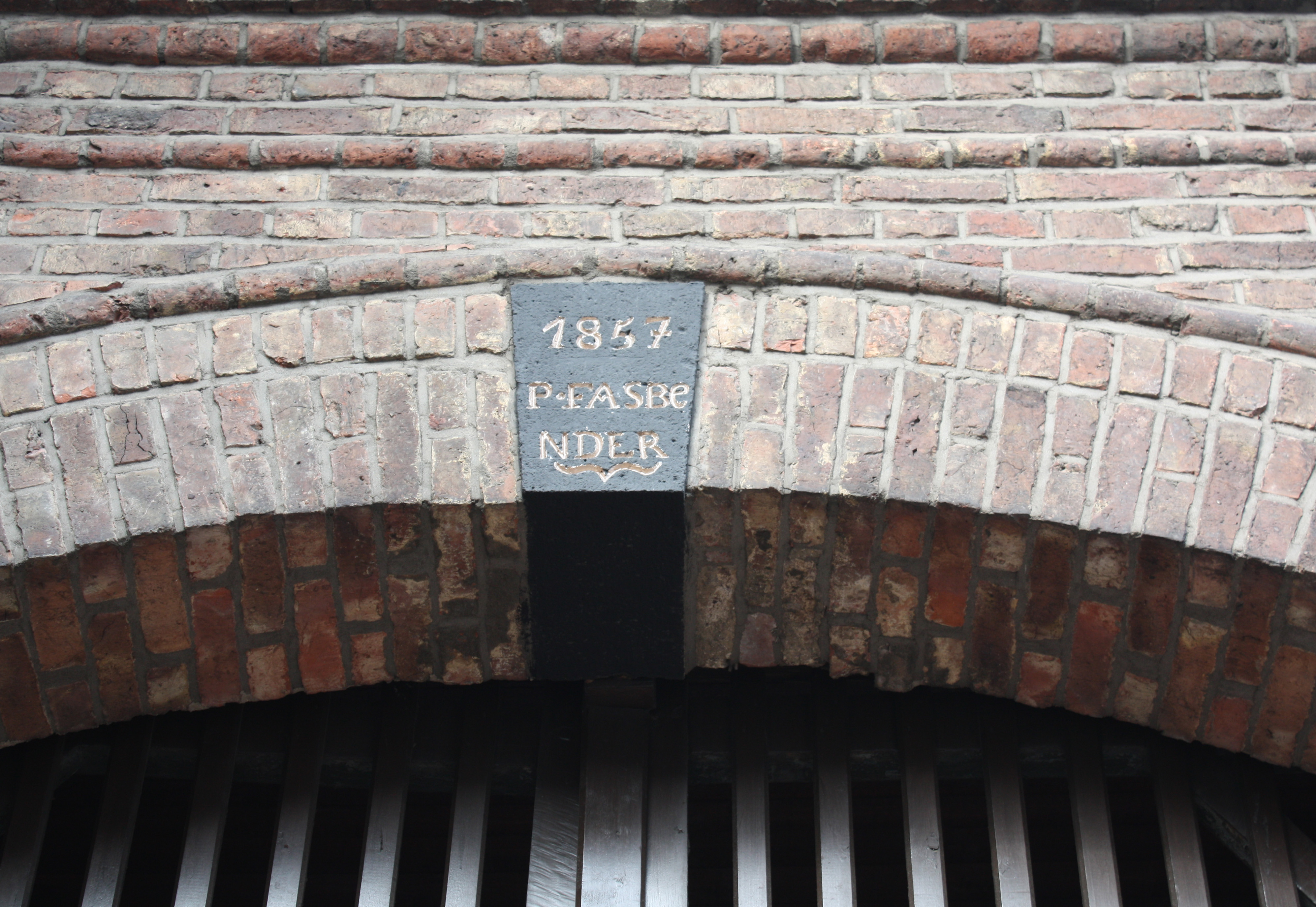
Arco en la calle Luxemburger
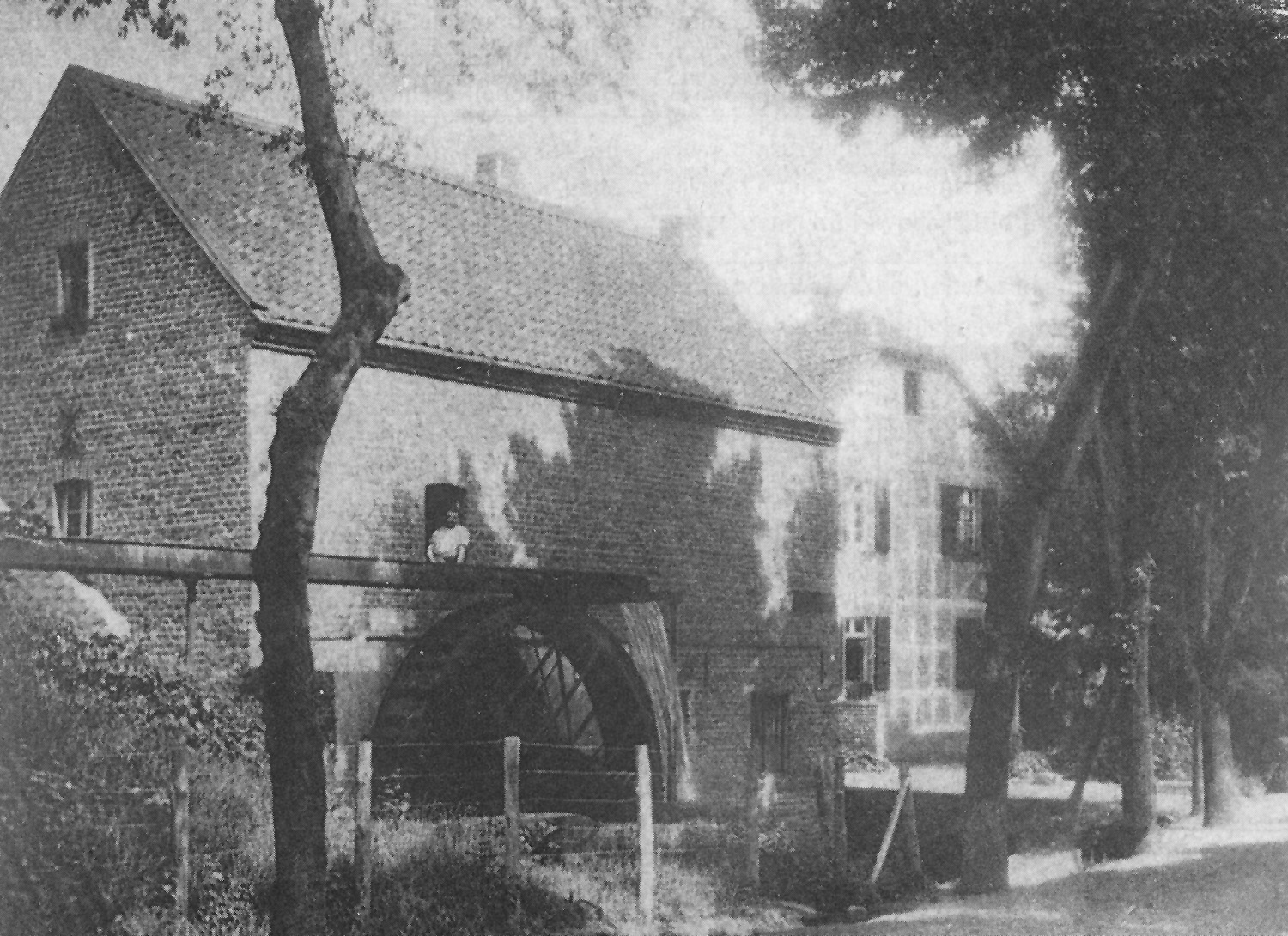
Deutschherrenmuehle-Hermuelheim

## Personas célebres
- Michael Schumacher, 7 veces campeón de Fórmula 1
- Ralf Schumacher